# Oladapo Afolayan
Oladapo Joshua Afolayan (* 11. September 1997 in London) ist ein englisch-nigerianischer Fußballspieler, der für den Erstligisten FC St. Pauli spielt.

## Karriere
Nach seinen Anfängen in der Jugend von Harrow St Marys und des FC Chelsea wechselte er im Sommer 2013 nach Kanada in die Jugendabteilung des Toronto FC. Nach zwei Jahren kehrte er nach England zurück und spielte zuerst in der Jugendabteilung des FC Barnet und dann des Tooting & Mitcham United FC. Ab Sommer 2016 spielte er für den Loughborough University FC in der Midland League, der neunten Spielklasse des englischen Ligensystems. Im Februar 2017 wechselte er zu Solihull Moors in die National League. Dort kam er auch zu seinem ersten Profieinsatz, als er am 11. Februar 2017, beim 3:0-Heimsieg gegen Sutton United in der 66. Spielminute eingewechselt wurde und vier Minuten später den Endstand erzielte. Ende Januar 2018 erfolgte sein Wechsel zu West Ham United. Um Spielpraxis zu sammeln, wurde er Ende Januar 2019 für den Rest der Spielzeit an Oldham Athletic in die EFL League Two verliehen. Im Sommer 2019 erfolgte seine nächste Leihe, diesmal zu Mansfield Town in die League Two. Anfang Februar 2021 wurde er für den Rest der Saison an die Bolton Wanderers in die League Two ausgeliehen. Durch den dritten Rang am Ende der Saison stieg er mit seiner Mannschaft in die EFL League One auf und er wurde von seinem Verein fest verpflichtet.
Nach eineinhalb Spielzeiten wechselte er im Januar 2023 nach Deutschland zum damaligen Zweitligisten FC St. Pauli.

## Titel
England
- Aufstieg in die EFL League One: 2021 (Bolton Wanderers)
- EFL-Trophy-Sieger: 2022 (Bolton Wanderers)

Deutschland
- Zweitligameister und Aufstieg in die Bundesliga: 2024 (FC St. Pauli)